# American Lutheran Church
American Lutheran Church (ALC) var ett lutherskt trossamfund i USA, bildat den 11 augusti 1930, genom samgående mellan de tre tyskspråkiga synoderna i Buffalo, Iowa och Ohio.
Officiell nattvardsgemenskap mellan de tre synoderna existerade sedan 1918, baserad på Toledoteserna som antagits 1907.
Vid bildandet kom kyrkan att bestå av över 500 000 döpta medlemmar i 2000 församlingar som, från slutet av 1700-talet, bildats av tyska invandrare i USA. 
Kyrkan var indelad i kontrakt (bestående av 18 församlingar) och tretton distrikt.
1957 bildade den mexikanska lutherska konferensen i Texasdistriktet en egen kyrka, la Iglesia Luterana Mexicana med högkvarter och teologiskt seminarium i Mexico City.

## Missionsföreståndare
- Carl Christian Hein 1930–1937
- Emmanuel F Poppen 1937–1950
- Henry F Schuh 1951–1960

## Media
American Lutheran Church ägde förlaget Wartburg Press i Columbus, Ohio som utgav engelskspråkiga organet Lutheran Standard och tyskspråkiga Kirchenblatt.

## Skolor
- Capital University
- Wartburg College
- Texas Lutheran University
- Luther College (Saskatchewan)
- Capital Seminary (Columbus, Ohio)
- Wartburg Seminary (Dubuque, Iowa)

## Ekumenik
American Lutheran Church var mycket engagerad i att etablera samarbete med andra lutherska trossamfund i USA, oavsett etniskt ursprung. Som ett resultat av dessa strävanden antogs 1925 de så kallade Minneapolisteserna, som i sin tur kom att ligga till grund för bildandet av The American Lutheran Conference 1930. 
ALC var även representerad vid den lutherska världskongressen 1935 och var medlem av Lutherska världsförbundet.
Ursprungligen var American Lutheran Church avvisande till ekumeniskt samarbete med icke-lutherska trossamfund men detta motstånd övervanns gradvis och 1948 blev man medlem av Kyrkornas världsråd.
1960 gick ALC (då med över 1 miljon medlemmar och 2000 präster) ihop med United Evangelical Lutheran Church och Evangelical Lutheran Church och bildade The American Lutheran Church (TALC).